# Saint-Géraud
Saint-Géraud település Franciaországban, Lot-et-Garonne megyében. Lakosainak száma 86 fő (2022. január 1.). Saint-Géraud Taillecavat, Castelnau-sur-Gupie, Cours-de-Monségur, Saint-Vivien-de-Monségur, Caubon-Saint-Sauveur és Lévignac-de-Guyenne községekkel határos.

## Népesség
A település népessége az elmúlt években az alábbi módon változott:
| Lakosok száma | 101  | 73   | 63   | 67   | 88   | 90   | 95   | 93   | 91   | 86   |
|               | 1968 | 1982 | 1990 | 2006 | 2013 | 2015 | 2017 | 2019 | 2020 | 2022 |